# Lebetus
Lebetus – rodzaj morskich ryb z rodziny babkowatych (Gobiidae).

## Występowanie
Zachodnia część Bałtyku, Morze Północne, wsch. część Atlantyku, wokół wybrzeży Wysp Brytyjskich po Islandię i Norwegię.

## Klasyfikacja
Gatunki zaliczane do tego rodzaju:
- Lebetus guilleti
- Lebetus scorpioides